# Berlin (Radar)

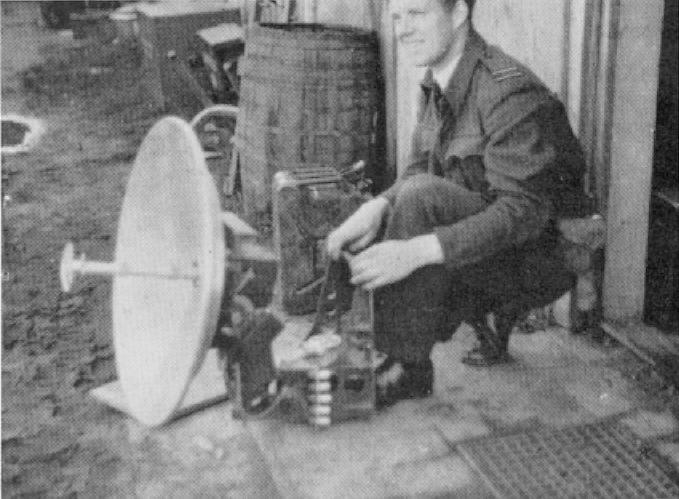
FuG 240 „Berlin“

Das FuG 240 „Berlin“ war ein Radargerät der deutschen Luftwaffe im Zweiten Weltkrieg. (FuG steht als Abkürzung für Funkgerät.) Es wurde von Telefunken gebaut und ab April 1945 eingesetzt. Es war das modernste deutsche Radargerät für Abfangjäger und wies bereits alle wesentlichen Merkmale heutiger Modelle auf. Bis zum Kriegsende konnten nur 25 Exemplare gefertigt werden.

## Geschichte
Das FuG 240 verwendete anstatt der großen Richtantenne, wie sie noch beim Lichtenstein-Radar eingesetzt wurde, nur eine kleine Parabolantenne.
Zum Einsatz kam das FuG 240 im Nachtjagdflugzeug Ju 88 G-6. Ermöglicht wurde dieses neue kleine Radargerät durch Beutestücke aus abgeschossenen britischen Flugzeugen mit Rotterdam-Geräten. Die darin verwendeten Magnetrone wurden in Deutschland bis dahin nicht genutzt. Klystrone wurden als frequenzstabiler angesehen. Mit diesen Magnetronen waren sehr kurze Wellenlängen möglich. Das erlaubte nun viel kompaktere Geräte mit mehr Sendeleistung und größerer Reichweite. Arbeitete „Lichtenstein“ noch mit 60 cm Wellenlänge, so sendete das „Berlin“ auf 9 cm. Damit war eine Verkleinerung der Antenne um den Faktor 7 möglich. Somit konnte die Parabolantenne in einem Bugradom aus Sperrholz untergebracht werden. Das ermöglichte gegenüber den externen Yagi-Antennen von „Lichtenstein“ eine um 50 km/h höhere Fluggeschwindigkeit.
Bei Kriegsende waren auch auf wenigen U-Booten, Schnellbooten und auf dem Schweren Kreuzer Prinz Eugen „Berlin“-Geräte eingebaut. Die Weiterentwicklung FuG 244 „Bremen“ kam nicht mehr zum Einsatz.

## Galerie

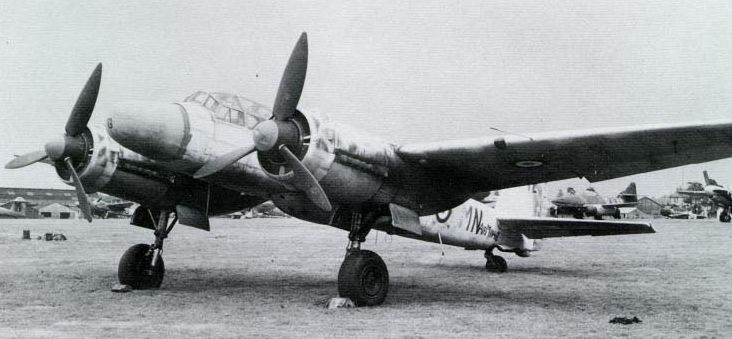
Ju 88 G-6 mit FuG 240 hinter der Sperrholznase

## Technische Daten
- Sendeleistung: 15 kW (Impulsleistung)
- Suchwinkel: ± 55°
- Antennengröße: 70 cm
- Frequenz: 3.250–3.330 MHz
- Reichweite: 500–9.000 m